# 金万昌
金万昌（1871—1943）梅花大鼓艺人，梅花大鼓“金派”创始人与卢成科创立的“卢派”被称为梅花大鼓的两大流派。